# 新田 (津山市)
新田（にいだ）は岡山県津山市にある地名。郵便番号は708-0851。

## 地理
旧・大崎村の北端に位置し、西は河辺地区、東と北は広野地区に接する。南西端付近で肘川が広戸川に合流する。

### 河川
- 広戸川
- 肘川

## 歴史

### 沿革
- 1889年6月1日 - 町村制施行により、勝南郡新田村が同郡金井村、中原村、西吉田村、福力村と合併、大崎村となる。新田村は大字新田となる。
- 1900年4月1日 - 勝南郡が勝北郡と合併し、勝田郡となる。
- 1954年7月1日 - 大崎村が周辺の村とともに津山市に編入される。

## 世帯数と人口
2021年（令和3年）1月1日現在の世帯数と人口は以下の通りである。
| 町丁 | 世帯数 | 人口  |
| ---- | ------ | ----- |
| 新田 | 94世帯 | 237人 |

## 小・中学校の学区
市立小・中学校に通う場合、学区は以下の通りとなる。
| 番地 | 小学校             | 中学校               |
| ---- | ------------------ | -------------------- |
| 全域 | 津山市立大崎小学校 | 津山市立津山東中学校 |

## 交通

### 道路
- 岡山県道412号福井美作大崎停車場線

## 施設
- 朝日神社